# Indijska svemirska istraživačka organizacija
Indijska svemirska istraživačka organizacija ili ISRO (engl. Indian Space Research Organisation) je osnovana 1969., radi objedinjavanja svih svemirskih aktivnosti u Indiji, još uvijek pod nadzorom Ministarstva za atomsku energiju. Iste, godine, prof. Vikram Sarabhai, otac indijskog raketnog programa, formirao je tim znanstvenika sa zadaćom razvoja indijskog lansirnog vozila za lansiranje satelita - SLV (engl. Satellite Launch Vehicle). Kasnije je voditelj tog projekta postao dr. Abdul Kalam (bivši predsjednik Indije). Istodobno, u tu je svrhu započeta izgradnja novog glavnog lansirnog centra Sriharikota, blizu grada Madrasa, na jugoistočnoj obali Indije.

## Povijest
Indijske svemirske aktivnosti prvi su se put pojavile početkom 1960-tih godina, kada je, pod kontrolom Ministarstva za atomsku energiju, osnovana Nacionalna komisija za istraživanje svemira ili INCOSPAR (engl. Indian Comittee for Space Research). INCOSPAR je 1962., u Thumbi, na samom jugu Indije, vrlo blizu Zemljina magnetskog ekvatora, odlučio izgraditi bazu za lansiranje atmosferskih i suborbitalnih (sounding) raketa - TERLS (engl. Thumba Equatorial Rocket Station). U tu je svrhu u SAD, na 6-mjesečnu obuku, poslan indijski raketni tim, pa je prva sounding raketa lansirana iz TERLS-a bila američka raketa Nike-Apache. Prva sounding raketa razvijena i proizvedena u Indiji bila je jednostupanjska sounding raketa Rohini (RSR), lansirana 1967. godine na visinu od oko 10 km (koristan teret 7 kg), te potom dvostupanjska RSR raketa visinskog dometa od 320 km (koristan teret 100 kg).
U TERLS-u su u sklopu međunarodne suradnje lansirane i brojne inozemne sounding rakete (magnetski ekvator Zemlje - studije donje i gornje atmosfere i ionosfere). Stečeno iskustvo dovelo je 1965. do utemeljenja svemirskog znanstveno-tehnološkog centra u Thumbi. Četiri godine kasnije (1969.), INCOSPAR je reformiran i radi objedinjavanja svih svemirskih aktivnosti stvoren je Indijska svemirska istraživačka organizacija ili ISRO (engl. Indian Space Research Organisation), još uvijek pod nadzorom Ministarstva za atomsku energiju. Iste, godine, prof. Vikram Sarabhai, otac indijskog raketnog programa, formirao je tim znanstvenika sa zadaćom razvoja indijskog lansirnog vozila za lansiranje satelita - SLV (Satellite Launch Vehicle). Kasnije je voditelj tog projekta postao dr. Abdul Kalam (bivši predsjednik Indije). Istodobno, u tu je svrhu
započeta izgradnja novog glavnog lansirnog centra Sriharikota, blizu grada Madrasa, na jugoistočnoj obali Indije.

### Prvi indijski umjetni satelit
Tri godine kasnije (1972.), kreiranjem Indijske svemirske komisije i Ministarstva za svemir (direktno suboordinirane predsjedniku Vlade), svemirskim su aktivnostima dani novi organizacijski temelji, te su od Ministarstva za atomsku energiju preuzele nadzor nad ISRO-om. Prvi indijski satelit Aryabhata lansiran je 1975., uz pomoć sovjetskog boostera, dok je prvo uspješno domaće lansiranje Indija izvela uz pomoć SLV rakete, 18. srpnja 1980. U sklopu sovjetske misije, 1984., u svemir je lansiran i prvi indijski astronaut. 
SLV je četverostupanjska raketa (slična američkoj Scout raketi), u potpunosti pogonjena krutim gorivom. Prvo lansiranje izvedeno je 1979., a prvo uspješno lansiranje 1980., iz svemirskog centra Sriharikota, pri čemu je u zemljinu orbitu postavljen mali eksperimentalni satelit Rohini (35 kg). Posljednje lansiranje izvedeno je 1983. godine, nakon čega je SLV zamijenjen novim lansirnim vozilom (ASLV). ASLV (engl. Augmented Satellite Launch Vehicle) je peterostupanjska raketa na kruto gorivo, sposobna u nisku zemljinu orbitu (LEO) lansirati satelit od 150 kg. Prvo lansiranje izvedeno je 1987., a posljednje 1994. godine.
PSLV (engl. Polar Satellite Launch Vehicle) je prvo veliko indijsko lansirno vozilo, razvijeno s namjerom lansiranja, u sunčevo-sinkronu (polarnu) orbitu, IRS (engl. Indian Remote Sensing) satelita za promatranje Zemlje (do tada lansiranih u Rusiji), te postavljanja manjih satelita u geostacionarnu orbitu. Vozilo se sastoji od prvog i trećeg stupnja na kruto gorivo, te drugog i četvrtog stupnja na tekuće gorivo, te je potpomognuto boosterima na kruto gorivo. Prvo uspješno lansiranje izvedeno je 1996. Nedostatak PSLV rakete je u njenoj velikoj težini (dva i pol puta većoj od konkurencije), u kompleksnosti rukovanja i u tome što se može proizvesti samo jedan primjerak godišnje.
GSLV (enl. Geosynchronous Satellite Launch Vehicle) je najsnažnije indijsko lansirno vozilo, razvijeno radi lansiranja INSAT (ranije lansiranih uz pomoć Europe) i drugih satelita u geostacionarnu orbitu. Dijelom temeljeno na poboljšanim elementima PSLV rakete (prva dva stupnja), GSLV je trostupanjsko lansirno vozilo koje po prvi puta u indijskoj povijesti koristi (rusku) kriogeničku tehnologiju (treći stupanj) i pomoćne boostere na tekuće gorivo. Prvi potpuno uspješni let obavljen je 2003. Kako bi se omogućilo lansiranje budućih indijskih satelita i povećale šanse za komercijalizaciju na tržištu, dosadašnji kapacitet od 2 tone korisnog tereta u GTO (engl. Geostationary Transfer Orbit) prijelaznu orbitu planira se do 2006. povećati na 4 do 5 tona, a potom i na 7 tona tereta.
Službeno, Indija vodi u potpunosti civilni svemirski program, usmjeren pretežito na znanstveno-tehnološki razvoj zemlje, te na kvalitetan nadzor i upravljanje golemim indijskim prostranstvima i resursima. Izgradnju know-howa u lansirnom području pokrenula je uz pomoć široke međunarodne suradnje. Iako koristi široki spektar tehnologije iz Rusije, SAD-a i Europe, indijski se lansirni program postepeno kreće ka vlastitoj autonomnosti. Prve svemirske letjelice koje je Indija samostalno lansirala bili su mali eksperimentalni sateliti. Do uvođenja svojih velikih lansirnih vozila (PSLV i GSLV), indijske veće promatračke (IRS), telekomunikacijske (INSAT) i meteorološke satelite lansirala su pretežno ruska i evropska lansirna vozila.
Od budućih misija posebno je zanimljiva Chandrayaan Astrosat misija na Mjesec, u planu za 2008. i dijelom opremljena NASA-inim i ESA-inim znanstvenim instrumentima. Bit će to prva indijska misija u dalji svemirski prostor, a ako bude uspješna, Indija će postati 5. zemlja u svijetu koja je poslala svoju letjelicu prema Mjesecu. Kada bude dovršena izvedenica GSLV rakete kapaciteta od 7 tona tereta, Indija (ISRO) će za Europu i Rusiju lansirati različite satelite, uključujući Agile i GLONASS seriju navigacijskih satelita.